# Tantillita
Tantillita är ett släkte av ormar. Tantillita ingår i familjen snokar.
Arterna är med en längd upp till 50 cm små ormar. De förekommer i Centralamerika och vistas i skogar i låglandet. Födan utgörs av ryggradslösa djur. Honor lägger ägg.

Arter enligt Catalogue of Life:
- Tantillita brevissima
- Tantillita canula
- Tantillita lintoni